# Lhok Pange
Lhok Pange is een bestuurslaag in het regentschap Nagan Raya van de provincie Atjeh, Indonesië. Lhok Pange telt 441 inwoners (volkstelling 2010).